# Майское наступление польских войск
Ма́йское наступле́ние — наступление польской армии в ходе Польско-украинской войны в мае 1919 года, в результате которого поляки смогли взять под контроль большую часть Галиции и всю Волынь.
Наступление началось 14 мая на Волыни. Уже на следующий день польские части начали наступать на Украинскую Галицкую Армию на всём фронте. УГА была дестабилизирована таким наступлением. Некоторые украинские части не успели отступить или не хотели оставлять своих позиций, что вызвало хаос на фронте. Горная бригада УГА оказалась отрезана от основных сил, и ушла через Карпаты в Чехословакию.
В самой Западно-Украинской народной республике также начался хаос. В городах страны произошло несколько крупных восстаний поляков. Также польскими партизанами постоянно организовывались диверсии и нападения на украинские войска.
Таким образом к 1 июня УГА оказалась в треугольнике смерти, а почти вся Галиция контролировалась поляками. Также украинцы целиком потеряли некоторые свои части. Два из трёх корпусов УГА оказались уничтоженными, а армия деморализована. Польша, в свою очередь, смогла достичь границ с Румынией, при этом отрезав ЗУНР от Чехословакии — единственного (не считая УНР) торгового партнёра ЗУНР.